# Test di Bowie-Dick

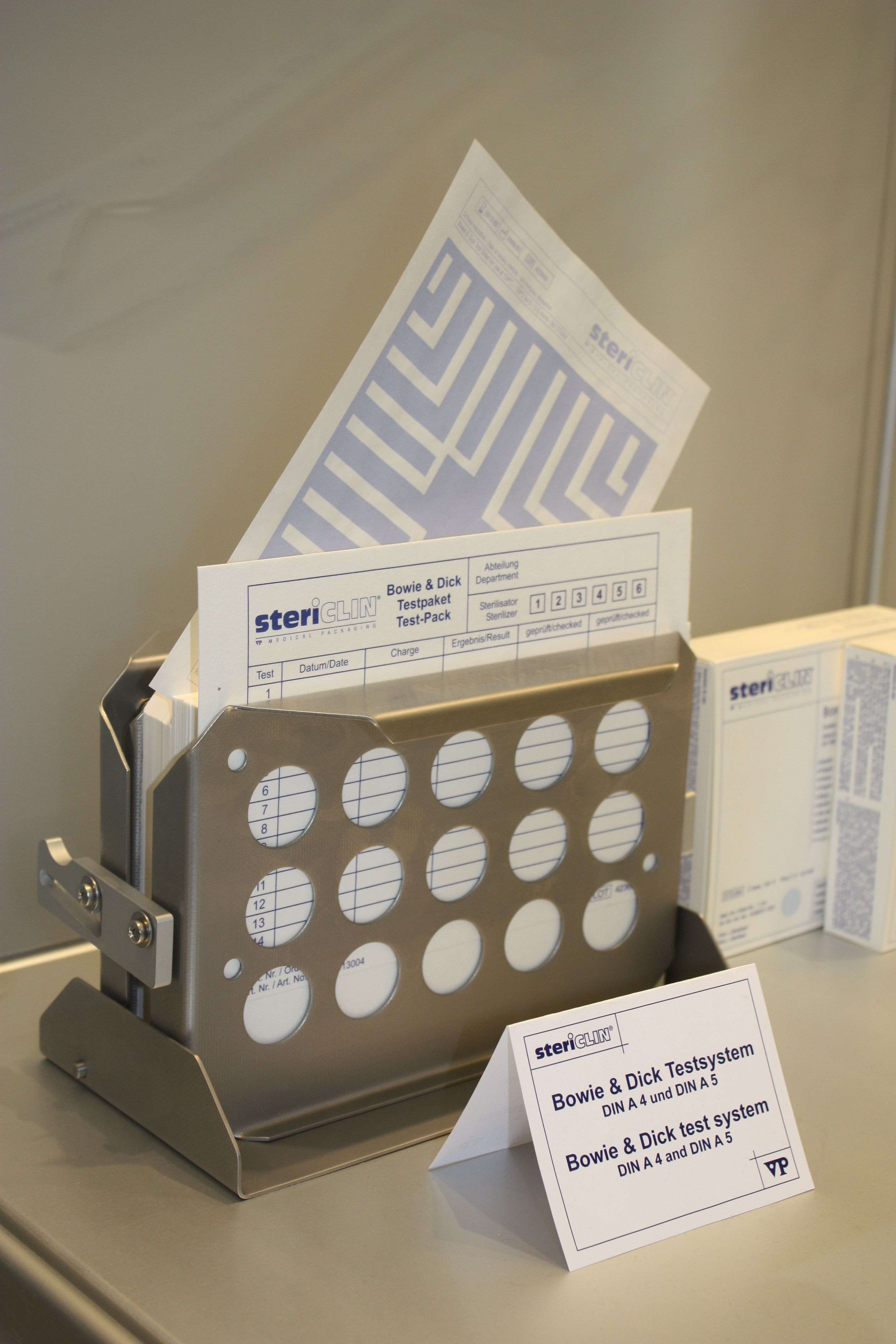
Schede per il test di Bowie-Dick

Il test di Bowie-Dick (o test Brown) è una tecnica per controllare il corretto funzionamento di un'autoclave;
In particolare viene verificata la capacità di rimozione dell'aria e penetrazione del vapore nel carico, che è correlata alla sua efficacia nel processo di sterilizzazione.

## Meccanismo di funzionamento
Alla base del test c'è l'uso di un indicatore di carta speciale che ha la caratteristica di virare, cioè di cambiare colore, se esposta a una certa pressione di vapore acqueo saturo.
La cartina viene posta all'interno di un contenitore chiuso e posto al centro dell'apparecchio e viene quindi iniziata la procedura di sterilizzazione. La conferma del corretto funzionamento si ha se al termine del processo la cartina è totalmente e uniformemente virata. In caso contrario significa che la sterilizzazione di materiali aventi cavità o vacui vuoti non è ottimale. Le cause del non corretto viraggio possono essere molteplici: perdite idrauliche della camera, presenza di gas incondensabili nel vapore, valori di vuoto non sufficienti, non corretta esecuzione del test stesso.
Un risultato non conforme del test comporta un'investigazione approfondita sulle cause del fallimento.
Inoltre si dovrà risterilizzare preventivamente tutti gli oggetti trattati con questo apparecchio per i quali non è certa la corretta sterilizzazione.